# Carl Gustav Jacob Jacobi
Carl Gustav Jacob Jacobi (Potsdam, 1804. december 10. – Berlin, 1851. február 18.) porosz matematikus, akit korának egyik legkiemelkedőbb képességű tanárának és minden idők egyik legnagyobb matematikusának tekintenek.

## Életrajz
Zsidó szülők gyermekeként, Potsdamban született. A Berlini Egyetemen tanult, ahol 1825-ben doktori képesítést szerzett. A disszertációjának témája a törtszámok elméletének analitikus kifejtése (Disquisitiones Analyticae de Fractionibus Simplicibus). Témavezetője Enno Heeren Dirksen volt. 1827-ben a Königsbergi Egyetemen rendkívüli, majd 1829-ben nyilvános rendes matematika professzora lett, és 1842-ig töltötte be ezt a tisztet.
1843-ban túlhajszoltság miatt Jacobi egészsége megromlott. Ezután Olaszországba utazott néhány hónapra, hogy regenerálódjon. Miután visszatért, Berlinbe költözött, ahol királyi nyugdíjasként élhetett volna haláláig, de az 1848-as forradalom alatt Jacobi részt vett a politikai életben és egy liberális klub oldalán  sikertelenül indult a Frankfurti nemzeti gyűlés képviselői jelöltségért. Ez vezetett a forradalom leverése után ahhoz, hogy királyi járadékát megszüntették. De hírnevét hamarosan visszaszerezte, továbbra is maradt a Svéd Királyi Tudományos Akadémia külföldi tagja, ahova még 1836-ban beválasztották.
Jacobi sírja Berlin kreuzbergi negyedében van egy temetőben, a Friedhof I der Dreifaltigkeits-Kirchengemeinde–ban (Baruther u. 61). Sírja Johann Encke csillagász sírja közelében található.
Nevét a holdon a Jacobi kráter őrzi, melyet róla neveztek el.

## Tudományos munkásság
Jacobi 1829-ben írta klasszikus tanulmányát az elliptikus függvényekről, melyeknek a matematikai fizikában van nagy jelentőségük, a másodrendű mozgási energia egyenletek integrálásának szükségessége miatt. A mozgási egyenleteket rotációs formában csak az inga, a gravitációs mező szimmetrikus burka, és a szabadon forgó test három esetében lehet integrálni, ahol a megoldások elliptikus függvények formájában határozhatóak meg. Lásd Jacobi elliptikus függvényei.
Jacobi volt az első matematikus, aki elliptikus függvényeket alkalmazott a számelméletben, például Fermat kétnégyzetszám-tételét és Lagrange négynégyzetszám-tételét bizonyítva. Hasonló eredményeket igazolt 6 és 8 négyzetszámra. A Jacobi-féle theta függvényt, melyet oly gyakran használt a hipergeometrikus sorozatokról szóló tanulmányban, előtte való tisztelgésként nevezeték el.
Bizonyította a theta függvény gyakorlati egyenletét. Bebizonyította a Jacobi hármas szorzat képletét és sok más eredményt q-sorozatokban.
Új bizonyítási eljárást dolgozott ki a másodfokú reciprocitáshoz, továbbfejlesztette a magasabb reciprocitás törvényeit, vizsgálta a lánctörteket és feltalálta a Jacobi összegeket.
1841-ben újból bevezette Legendre jelölés módszerét {\displaystyle \partial } parciális differenciálhányadost, mely ezután általánossá vált.
Az elliptikus függvények vizsgálatai és azok elmélete, melyet egy meglehetősen új alapra helyezett, és még inkább a theta függvény kifejlesztése, mely a legnagyobb tanulmányában a Fundamenta nova theoriae functionum ellipticarum (1829) szerepel és később, a Crelle's Journal lapban publikáltak, mind hozzájárultak a legnagyobb analitikus felfedezéseihez. Ezek mellett csak másodlagos fontossággal bírnak a differenciális egyenletek kapcsán végzett kutatásai, nevezetesen az utolsó többszörös elmélete, mellyel részletesen foglalkozik a Vorlesungen über Dynamik című művében, melyet Alfred Clebsch adott ki 1866-ban.
Az analitikus kidolgozás volt az, ahol Jacobi különleges ereje főként érvényesült, nagyon nagyban járult hozzá ehhez, illetve a matematika más ágaihoz, a Crelle’s journal-ban és másutt 1826-tól folyamatosan publikált nagy mennyiségű anyaggal.
A determináns elmélet egyik megalapítója volt, főként, a Jacobi-determinánst találta fel, melyet az {\displaystyle n} független változó {\displaystyle n} adott függvényeinek az {\displaystyle n^{2}} differenciálhányadosa jellemeznek, és amelyek most az ő nevét viselik. Ezek nagy szerepet játszanak számos analitikus vizsgálatban.
1835-ös írásában Jacobi a következőt bizonyította:
Ha egy egy szabadsági fokkal rendelkező egyértékű függvény periodikus, akkor a periódusok aránya nem lehet valós szám, és egy ilyen függvénynek nem lehet több, mint 2 periódusa.
Jacobi lecsökkentette az általános ötödfokú függvényt a következő képletre
{\displaystyle x^{5}-10q^{2}x=p.\,}
Értékesek az Abeli transzcendenssel kapcsolatos írásai is, és a számok elméletében folytatott vizsgálatai, mely későbbi ágban főként Carl Friedrich Gauss munkáit (például Gauss-kvadratúra) egészíti ki.
A bolygó elmélet és más fő dinamikus problémák szintén időről időre felkeltették figyelmét. Mialatt a csillagászati mechanikán dolgozott Jacobi, 1836-ban bevezette a Jacobi integrált a csillagászati koordináta rendszerre.
Hatalmas mennyiségű kéziratot hagyott hátra, melynek csak egy részét, időközönként publikálták Crelle's Journal-ban. További munkái Comnienlatio de transformatione integralis duplicis indefiniti in formam simpliciorem (1832), Canon arithmeticus (1839), és Opuscula mathematica (1846–1857). Gesammelte Werke (1881–1891) című művét a Berlini Akadémia jelentette meg. Talán a legtöbbet megjelentetett munkája a Hamilton-Jacobi elmélet a logikai matematikában.
A vektorelmélet tanulmányozói gyakran találkoznak a Jacobi determinánssal, akik a differenciális egyenleteket tanulmányozzák, gyakran találkoznak a Jacobi hányadossal, és akik számelmélettel és titkosírással foglalkoznak a Jacobi szimbólumot használják.
A mondás, hogy fordítani, mindig megfordítani ('man muss immer umkehren') arra utal, hogy Jacobi hitt abban, hogy a dolgok természetéből adódik, hogy a bonyolult gondokat mindig meg lehet oldani, azok inverz formában való újra kifejezésével.
A Jacobi inverziós problematika a Weierstrass-féle hiperelliptikus Abel leképezés 1854-ben szükségessé tette a hiperelliptikus theta függvény és később az általános Riemann-féle theta függvény bevezetését a tetszőleges nem algebrai görbéihez.
A komplex tórusz egy {\displaystyle g} rendű algebrai görbére utal, melyet a periódusok rácsából {\displaystyle \mathbf {C} ^{g}} hányadossal kapunk meg, melyet Jacobi variánsnak hívunk. Az inverziónak ez módszere, és annak későbbi kiterjesztése Weierstrass és Riemann által tetszőleges algebrai görbékre, úgy tekinthető, mint egy magasabb rend általánosítása az elliptikus integrálok és a Jacobi vagy Weierstrass elliptikus függvények közötti kapcsolatának.

## Kötetei magyar közkönyvtárakban (válogatás)
- Vorlesungen über Dynamik. Berlin : Druck und Verlag von Georg Reimer, 1866. 578 p.
- Ueber die vierfach periodischen Functionen zweier Variabeln : auf die sich die Theorie der Abel'schen Transcendenten stützt /hrsg. von H. Weber ; aus dem Lateinischen übersetzt von A. Witting. Leipzig : Verlag von Wilhelm Engelmann, 1895. 40 p. (Ser. Ostwald's Klassiker der Exakten Wissenschaften ; 64.)
- Vier grundlegende Abhandlungen über Interpolation und genährte Quadratur : <1711, 1722, 1814, 1826> / Newton, Cotes, Gauss, Jacobi ; übersetzt bzw. herausgegeben und mit einem arläuterenden *Anhang versehen von Arnold Kowalewski. Leipzig : Verlag von Veit & Comp., 1917. VI, 104 p. : ill.
- Canon arithmeticus. Berlin : Akademie-Verlag ; 1956. 432 p.

## Fordítás
- Ez a szócikk részben vagy egészben  a   Carl Gustav Jacob Jacobi című angol Wikipédia-szócikk fordításán alapul.  Az eredeti cikk szerkesztőit annak laptörténete sorolja fel. Ez a jelzés csupán a megfogalmazás eredetét és a szerzői jogokat jelzi, nem szolgál a cikkben szereplő információk forrásmegjelöléseként.